# Parafia Bożego Ciała w Zabrzu-Kończycach
Parafia Bożego Ciała – rzymskokatolicka parafia położona przy ulicy Olsztyńskiej 5 w Zabrzu-Kończycach. Parafia należy do dekanatu Kochłowice w archidiecezji katowickiej. 

## Historia parafii

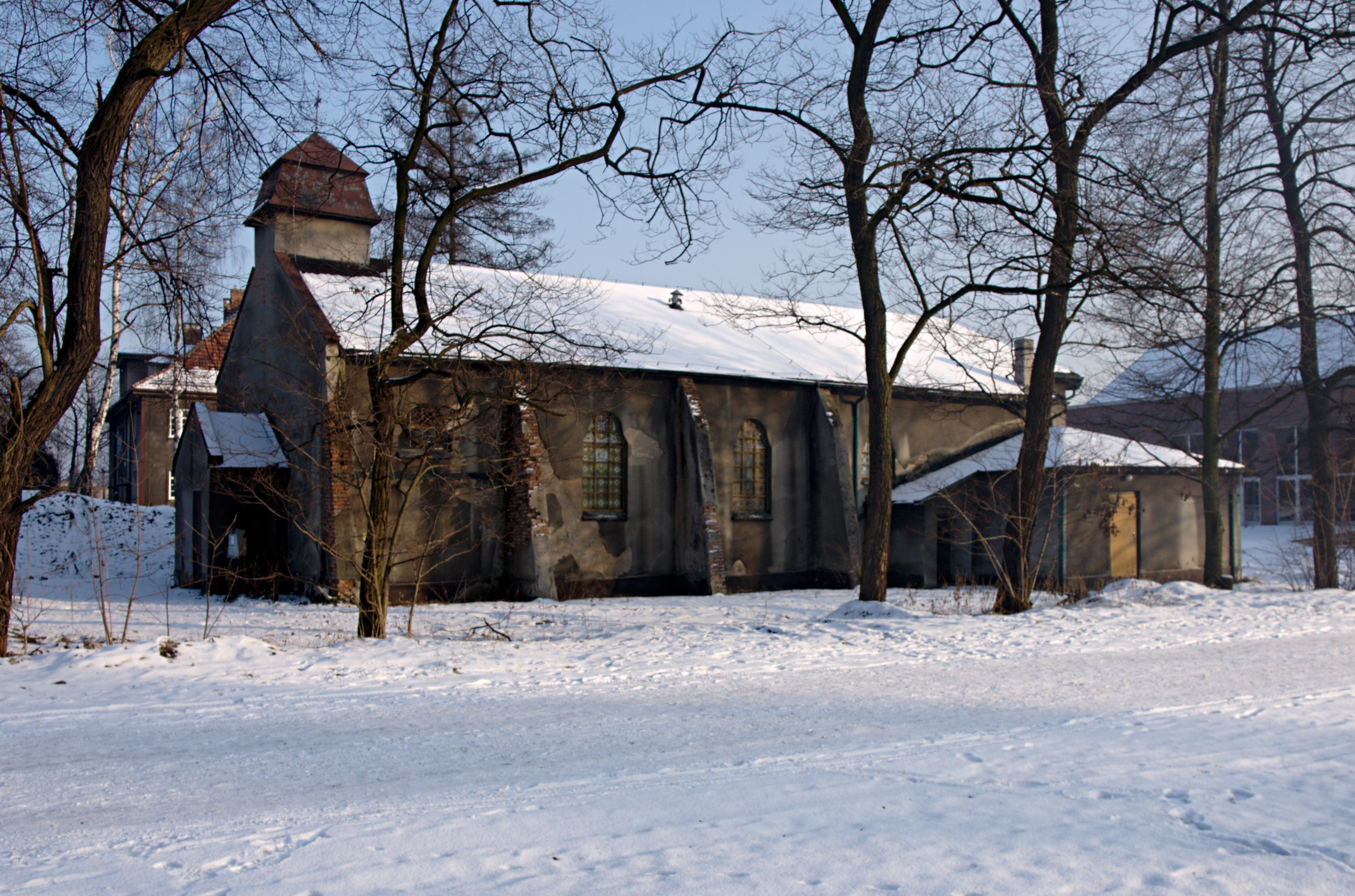
Stary kościół Bożego Ciała

Dnia 7 sierpnia 1912 r. odbyła się uroczystość wprowadzenia do parafii, jako pierwszego duszpasterza nowej gminy kościelnej, ks. kuratusa Józefa Knosały. Uroczystości patronował kanonik honorowy ks. Schoneich z Zaborza.
30 września 1912 r. odbyły się pierwsze wybory do zarządu kościelnego. W jego skład weszli: kierownik szkoły Konstanty Schabig, właściciel cegielni Emanuel Blida, kupiec Paweł Kirschniok, właściciel oberży Alfons Meyer, dwaj górnicy: Piotr Mikuś i Tomasz Salonek oraz Krystian Thiel. Przed wybranym zarządem stały ogromne problemy. Jednym z nich był wybór miejsca na cmentarz, który po długich pertraktacjach poświęcono w Dzień Zaduszny w 1913 r.
Aż do 23 kwietnia 1918 r. ciągnęły się rozmowy o nabycie miejsca pod kościół. Wreszcie udało się wydzierżawić od Skarbu Górniczego na 99 lat parcelę nadającą się pod budowę kościoła. Pierwszy projekt kościoła przewidywał powstanie kościoła imponującej swoją wielkością i rozwiązaniem architektonicznym. Niestety projekt nie został zrealizowany z powodu sprzeciwu zarządu kopalni Delbruck, co motywowano prawnym zakazem stawiania, m.in. budowli sakralnych, na terenach objętych eksploatacją węgla. Jak podaje w swojej pracy Stanisław Starowicz, kopalnia zgodziła się partycypować w kosztach budowy nowego kościoła dopiero po zakończonej eksploatacji złóż węglowych w rejonie Kończyc. W wyniku kompromisu wyrażono jedynie zgodę na budowę kościoła prowizorycznego. W związku z tym ks. Knosała wraz z zarządem przygotował plany budowy prowizorycznej świątyni. Lecz wybuch I wojny światowej wstrzymał wszelkie prace. Udało się jedynie ustalić lokalizację kościoła, wykonać ogrodzenie oraz założyć ogród. Do pracy nad budową kościoła ks. kuratus mógł przystąpić dopiero po zakończeniu wojny w 1918 r. Ks. Knosała wynajął wówczas salę w restauracji Meyera, w której od tej pory zaczęto odprawiać msze święte. Jednocześnie ubiegał się o zezwolenie na budowę kościoła tymczasowego. 8 kwietnia 1919 roku odprawił mszę świętą w intencji zamierzonej budowy kościoła. Pół godziny później wykonał łopatą pierwszy sztych. Dwa dni później, po krótkiej modlitwie, jeszcze przed przybyciem murarzy, położył pierwszą cegłę. 19 czerwca 1919 roku w święto Bożego Ciała poświęcił kościółek i odprawił w nim pierwszą mszę świętą. 9 października 1922 roku, decyzją władz diecezji wrocławskiej - kardynała Adolfa Bertrama i jego delegata na polski Górny Śląsk prałata Jana Kapicy -  ksiądz Knosała został przeniesiony do parafii w Radzionkowie. Po opuszczeniu Kończyc przez ks. Knosałę na jego miejsce przybył ks. Andrzej Zając, dotychczasowy proboszcz w Gierałtowicach k. Koźla.
Po opuszczeniu parafii 6 lipca 1924 roku przez ks. Andrzeja Zająca jego następcą został ks. Karol Skupin. Za jego czasów parafia została erygowana. Miało to miejsce 1 sierpnia 1925 roku. Jednocześnie ks. Karol Skupin został pierwszym proboszczem w Kończycach. W październiku 1927 r. odwołano go do pracy w kurii biskupiej. Został wówczas mianowany notariuszem kurii i sędzią prosynodalnym. Administrację parafii w Kończycach 1 października 1927 r. przejął ks. Jan Chrząszcz. Pod koniec lutego 1928 r. przybył do Kończyc nowy proboszcz ks. Paweł Doleżych. W 1938 r. opuścił parafię kończycką i wyjechał do Bełku. Kończyce kolejny raz powitały nowego proboszcza. Był nim ks. Piotr Kowolik. We wrześniu 1939 r. został mianowany również wikarym zastępczym w Pawłowie. W 1940 r. aresztowany przez Niemców, przez ponad 3 lata był więźniem obozu koncentracyjnego w Dachau. W czasie nieobecności ks. Kowolika administratorami lub po prostu jego zastępcami byli: ks. Karol Heda (1940–1941), ks. Wilhelm Salbert (1941–1943) i ks. Brunon Tomala (1943–1945). Po powrocie z obozu ks. Kowolik ponownie objął jako proboszcz parafię w Kończycach. Był nim do powołania go na stanowisko wikariusza generalnego diecezji katowickiej czyli do 9 listopada 1953 r. Za jego czasów w 1951 roku Kończyce stały się dzielnicą Zabrza. Po odejściu z parafii ks. Kowolika proboszczem został ks. Robert Szynawa. Po śmierci ks. Szynawy, przez pół roku parafią administrował ks. Rudolf Kiera. Od grudnia 1955 r. do stycznia 1956 r. posługę duszpasterską pełnił będący tuż po święceniach kapłańskich ks. Stanisław Gruchała. Kolejny proboszcz – ks. Paweł Jochymek otrzymał dekret biskupi skierowujący go do Kończyc 1 lutego 1956 roku. Organizacje kościelne skupiały w swoich kręgach parafian różnych grup wiekowych. W 1971 r. Jochymek przeszedł na emeryturę. Lata 1971 – 1980 to czas proboszczowania ks. Feliksa Hanuska, a zarazem czas znaczących zmian w wystroju kościoła i jego otoczeniem. Wprowadzane przez niego zmiany nie zawsze były przez wszystkich przyjmowane przychylnie, zwłaszcza przez przyzwyczajonych do tradycyjnego wyglądu kościoła. 1 września 1980 roku proboszczem mianowany został ks. Justyn Oleś. Był najdłużej – bo aż 18 lat – sprawującym swój urząd proboszczem w Kończycach. W niedzielę 26 lipca 1998 roku pożegnał się ze swoimi parafianami i odszedł na emeryturę. Najpierw zamieszkał w parafii NSJP w Boguszowicach, a następnie w parafii św. Jana Nepomucena w Przyszowicach. Mieszkał w Domu Księży Emerytów Archidiecezji Katowickiej. Zmarł 27 lipca 2019. Nowy ks. proboszcz Andrzej Żmuda objął swój urząd 1 sierpnia 1998 roku. Był to przełomowy dla parafii moment - rocznica poświęcenia prowizorycznego kościoła, który przetrwał aż 80 lat i konieczność budowy nowego kościoła. W czerwcu 1999 roku papież Jan Paweł II poświęcił kamień węgielny pod budowę nowego kościoła. Jesienią 1999 roku wbito pierwszy szpadel. 28 listopada 2009 roku sprawowana była ostatnia msza święta w starym tymczasowym kościele. Po mszy odbyła się procesja do nowego kościoła, w którym odbył się pierwszy Apel Jasnogórski. Od tego dnia kościół jest do użytku wiernych. 15 września 2010 roku ksiądz arcybiskup Damian Zimoń poświęcił nowy kościół i ołtarz. Rok 2012 był jubileuszem 100-lecia parafii w Kończycach.

## Proboszczowie
- ks. Józef Knosała, kuratus (1912–1922)
- ks. Andrzej Zając, administrator (1922–1924)
- ks. Karol Skupin (1924–1927)[2]
- ks. Jan Chrząszcz (1927–1928)
- ks. Paweł Doleżych (1928–1937)
- ks. Piotr Kowolik (1937–1940)
- ks. Karol Heda, administrator (1940–1941)
- ks. Wilhelm Salbert, administrator (1941–1943)
- ks. Brunon Tomala, administrator (1943–1945)
- ks. Piotr Kowolik (1945–1953)
- ks. Robert Szynawa (1953–1955)
- ks. Rudolf Kiera, administrator (1955)
- ks. Paweł Jochymek (1956–1971)
- ks. Feliks Hanusek (1971–1980)
- ks. Justyn Oleś (1980–1998)
- ks. Andrzej Żmuda (1998–2022)
- ks. Łukasz Płaszewski (od 2022)

## Grupy parafialne
- Ministranci,
- Dzieci Maryi,
- Odnowa w Duchu Świętym,
- Róże Różańcowe,
- Stowarzyszenie Rodzin Katolickich,
- Schola,
- Czciciele Matki Bożej Fatimskiej i Św. Ojca Pio,
- Pamięć i Tożsamość,
- Rada Duszpasterska,
- Zespół Charytatywny,
- Krąg Biblijny,
- Ruch Światło-Życie,
- Czciciele Bł. Jana Pawła II.